# 加舒爾布魯木IV峰
加舒爾布魯木IV峰屬於喀喇崑崙山脈，位於靠近中國與巴基斯坦邊界上，界於布洛阿特峰與加舒爾布魯木II峰之間，為世界上第17高山，屬於加舒爾布魯木山群之一。